# Joan Rosazza
Joan Ann Rosazza  (ur. 19 maja 1937 w Torrington) – amerykańska pływaczka. Srebrna medalistka olimpijska z Melbourne.
Zawody w 1956 były jej jedynymi igrzyskami olimpijskimi. Zdobyła srebro w sztafecie. Partnerowały jej Shelley Mann, Sylvia Ruuska i Nancy Simons. 